# Краснобродский
Краснобро́дский — посёлок городского типа в Прокопьевском муниципальном округе Кемеровской области России.
Население — 11 406 чел. (2021).

## География
Посёлок расположен в верховьях р. Ускат (приток Томи), в 178 км к югу от Кемерова, в 7 км от ж.-д. станции Трудармейская (на линии Новокузнецк — Артышта). Общая площадь 13259,45 га. СМП посёлка обслуживает п. Трудармейский, д. Еловка, д. Каменный Ключ, ст. Каменный Ключ, д. Оселки, д. Кара-Чумыш, д. Калиновка, д. Канаш, ст. Тырган.

## История
Селение Каменный брод возникло на берегу реки Кривой Ускат в середине 20-х гг. XIX века. С 1931 г. село официально стало называться Красным Бродом. В 1953 году преобразован в посёлок городского типа и подчинён Беловскому горисполкому. Это был самый удаленный посёлок в составе Беловского горисполкома. Он находился на расстоянии 40 км от центра города и примерно в 20 км от края основного пятна городской застройки. С 1957 по 1960 входил в Киселевский район. С 2006 года — административный центр Краснобродского городского округа.
С 2022 года Краснобродский городской округ преобразован в территориальный отдел и входит в состав Прокопьевского муниципального округа.

## Население
| 1959    | 1970    | 1979    | 1989    | 2002    | 2009    | 2010    | 2011    |
| ------- | ------- | ------- | ------- | ------- | ------- | ------- | ------- |
| 11 658  | ↗11 710 | ↗11 770 | ↗12 663 | ↘11 859 | ↗15 339 | ↘11 919 | ↗11 927 |
| 2012    | 2013    | 2014    | 2015    | 2016    | 2017    | 2018    | 2019    |
| ↗11 959 | ↘11 893 | ↘11 844 | ↘11 841 | ↘11 828 | ↘11 715 | ↘11 707 | ↘11 569 |
| 2020    | 2021    |         |         |         |         |         |         |
| ↘11 419 | ↘11 406 |         |         |         |         |         |         |

## Экономика
- Предприятия угольной промышленности. Краснобродский угольный разрез (2900 работающих В 2004), швейная компания ООО «Надежда».

## Транспорт
Автобусы на Белово, Кемерово, Киселевск, Каменный Ключ, Михайловку, Трудармейскую, Артышту.
В тестовом режиме запущен автобус на Новокузнецк.